# Andrew Supanz
Andrew Supanz es un actor australiano, conocido por interpretar a Bartholomew West en la serie All Saints.

## Biografía
Andrew creció en Noranda, Western Australia.
Asistió al Morley Senior High School en Perth, donde se graduó en 1999. En 2003 se graduó con honores en bachillerato en artes (medios de comunicación, sociedad y cultura) de la Universidad Curtin de Tecnología en Perth, Australia Occidental; después entró al National Institute of Dramatic Art, donde se graduó con una licenciatura en artes escénicas (actuación) en noviembre de 2005. 

### Carrera
En 2002 apareció en la película cómica Upside Down.
En 2003 interpretó a Billy Drewe en la película dramática y de crimen The Shark Net.
En 2006 apareció en un anuncio de "Libra Tampons – The Comparison". Ese mimo año se unió al elenco de la película The Story of Bubbleboy, donde interpretó a BubbleBoy. La película se mostró en el Festival de Cine de Tropfest y quedó en el tercer lugar. 
En febrero de 2006 consiguió su primer papel en televisión cuando se unió al elenco de la serie australiana All Saints, donde interpretó al entusiasta, determinado y talentoso Dr. Bartholomew «Bart» West, hasta el final del programa en 2009. Por su interpretación fue nominado a un premio Logie en la categoría de «Mejor nuevo talento masculino» en 2007.

## Filmografía
Televisión
| Año         | Título     | Papel                | Notas         |
| ----------- | ---------- | -------------------- | ------------- |
| 2006 - 2009 | All Saints | Dr. Bartholomew West | 137 episodios |

Cine
| Año  | Título                 | Papel       |
| ---- | ---------------------- | ----------- |
| 2002 | Upside Down            | Domenic     |
| 2003 | The Shark Net          | Billy Drewe |
| 2004 | Fixing a Hole          | Hombre      |
| 2006 | The Story of Bubbleboy | Bubbleboy   |

Otras apariciones
| Año         | Programa | Notas                                                          |
| ----------- | -------- | -------------------------------------------------------------- |
| 2006 - 2007 | Telethon | Episodios del 21 de octubre de 2006 y el 13 de octubre de 2007 |

## Premios
| Año  | Categoría                    | Premio      | Serie      | Resultado |
| ---- | ---------------------------- | ----------- | ---------- | --------- |
| 2007 | Most Popular New Male Talent | Logie Award | All Saints | Nominado  |